# Celigüeta
Celigüeta es un caserío español del municipio de Ibargoiti, perteneciente a la Comunidad Foral de Navarra.

## Toponimia
El nombre del lugar puede encontrarse escrito con las grafías Celigüeta y Ziligueta. Se conoce en euskera como Zilegieta.

## Historia
Hacia mediados del siglo XIX, el lugar, ya por entonces perteneciente a Ibargoiti, tenía contabilizada una población de 56 habitantes. Aparece descrito en el decimosexto y último volumen del Diccionario geográfico-estadístico-histórico de España y sus posesiones de Ultramar de Pascual Madoz con las siguientes palabras:

ZILIGUETA: l. del ayunt. y valle de Ibargoiti, en la prov. y c. g. de Navarra, part. jud. de Aoiz (3 leg.), aud. terr. y dióc. de Pamplona (9): sit. á la caida de la sierra de Izaga; clima frio; reinan los vientos N. y S., y se padecen constipados. Tiene 6 casas; igl. parr. (San Pedro) servida por un vicario; cementerio junto á la igl., y para el surtido del vecindario una fuente inmediata. El térm. confina N. sierra de Izaga; E. Guerguetiain; S. Besolla é Izco, y O. Sangariz; comprendiendo dentro de su circunferencia un monte con robles y pinos, y algunas canteras de piedra. El terreno es secano y escabroso: caminos los locales: el correo se recibe de Monreal. prod.: trigo, cebada, avena, maiz, patatas y legumbres: cria de ganado vacuno, de cerda y lanar: caza de corzos, liebres y perdices. pobl.: 6 vec., 56 almas. riqueza: con el valle (V.)
(Madoz, 1850, p. 668)

En 2023, la entidad singular de población tenía empadronado 1 habitante.

## Patrimonio

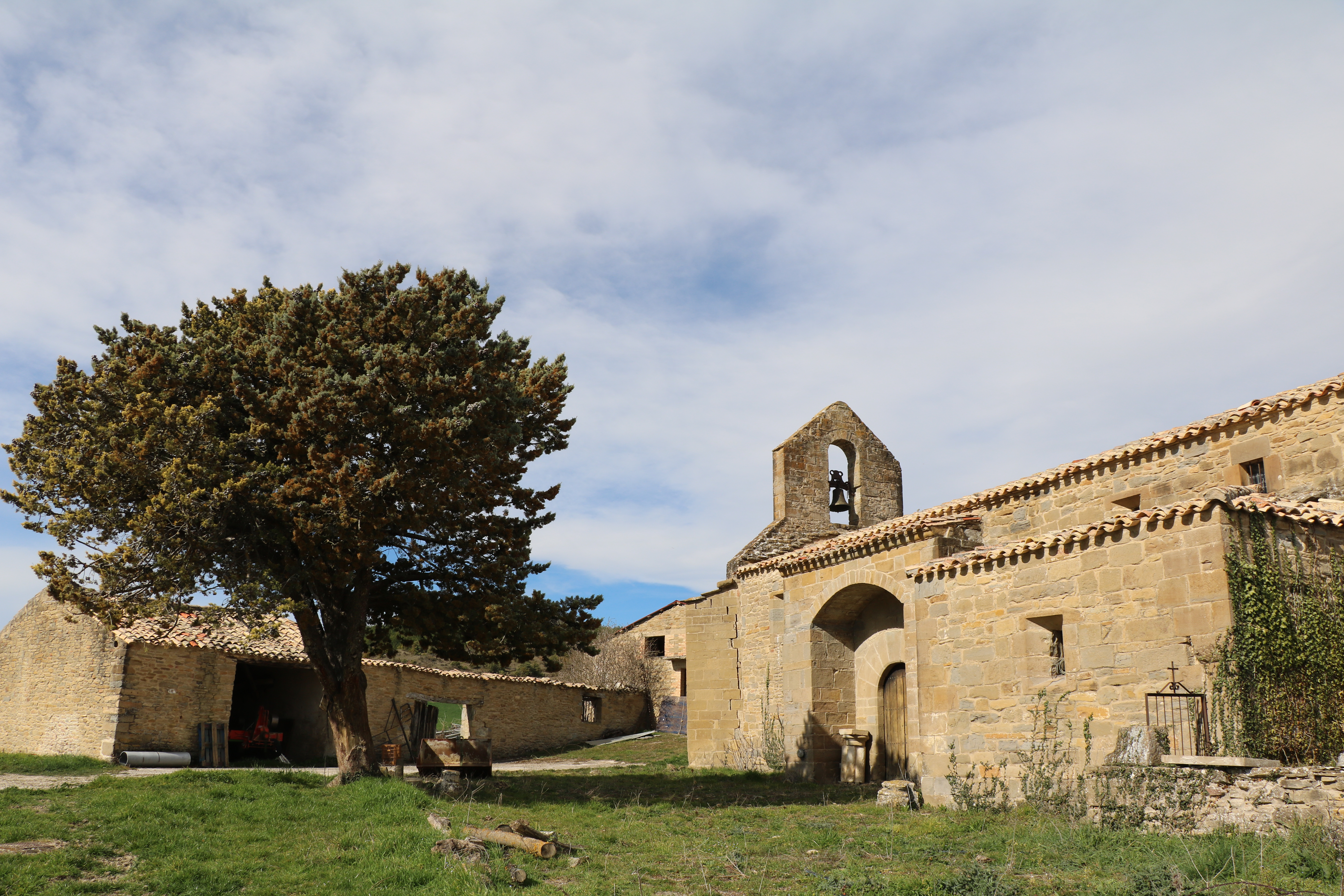
La iglesia de San Pedro

Hay en el lugar una iglesia de San Pedro y una torre.